# Przetarg ograniczony
Przetarg ograniczony – forma przetargu charakteryzująca się skierowaniem zaproszenia do składania ofert do ograniczonego kręgu podmiotów. Ograniczenie to może być dokonywane np. poprzez wskazanie w publicznym ogłoszeniu przesłanek, których spełnienie dopuszcza do złożenia oferty, czy też poprzez kierowanie indywidualnych zaproszeń do określonych podmiotów. W przypadkach dotyczących gospodarki podmiotów sektora publicznego często sposób przeprowadzenia przetargu ograniczonego jest szczegółowo uregulowany prawem, np. w zakresie zamówień publicznych, zbywania nieruchomości czy sprzedaży wierzytelności.

## Przetarg ograniczony w zamówieniach publicznych
Przetarg ograniczony to tryb udzielenia zamówienia publicznego przewidziany w ustawie z dnia 11 września 2019 r. Prawo zamówień publicznych, w którym w odpowiedzi na publiczne ogłoszenie o zamówieniu, wykonawcy składają wnioski o dopuszczenie do udziału w przetargu, a oferty mogą składać wykonawcy zaproszeni do składania ofert.
Tryb ten jest jednym z podstawowych trybów udzielania zamówień publicznych (nie wymaga zaistnienia określonych przepisami przesłanek). Jest to tryb postępowania dwuetapowy. W pierwszym etapie wykonawcy w odpowiedzi na publiczne ogłoszenie o zamówieniu składają wnioski o dopuszczenie do udziału w postępowaniu, na podstawie których określona ich liczba jest kwalifikowana do dalszego udziału w postępowaniu (zależnie od stopnia spełniania warunków udziału w postępowaniu). Zakwalifikowani wykonawcy są zapraszani do złożenia oferty, spośród których jest wybierana oferta najkorzystniejsza.